# Romain Jouan
 Romain Jouan  (nacido el 16 de julio de 1985) es un tenista profesional francés, nacido en la ciudad de Burdeos.

## Carrera
Su mejor ranking individual es el Nº 209 alcanzado el 2 de abril de 2012, mientras que en dobles logró la posición 206 el 19 de marzo de 2012.
Ha logrado en su carrera un título de la categoría ATP Challenger Series en la modalidad de dobles, como también varios títulos Futures tanto en individuales como en dobles.

## Títulos; 1 (0 + 1)
| Leyenda                     | Individuales | Dobles |
| --------------------------- | ------------ | ------ |
| Grand Slam                  | 0            | 0      |
| ATP World Tour Finals       | 0            | 0      |
| ATP World Tour Masters 1000 | 0            | 0      |
| ATP World Tour 500 Series   | 0            | 0      |
| ATP World Tour 250 Series   | 0            | 0      |
| ATP Challenger Series       | 0            | 1      |

### Dobles
| No. | Fecha      | Torneo                      | Superficie | Pareja            | Rival en la final                | Resultado |
| --- | ---------- | --------------------------- | ---------- | ----------------- | -------------------------------- | --------- |
| 1.  | 26.08.2009 | Challenger de San Sebastián | Tierra     | Jonathan Eysseric | Pedro Clar-Rosselló Albert Ramos | 7–5, 6–3  |